# Bielorussia all'Eurovision Song Contest
La Bielorussia ha debuttato all'Eurovision Song Contest nel 2004 e ha partecipato alla manifestazione per 16 volte senza interruzioni fino al 2021. Non ha mai vinto la competizione e il suo risultato migliore è stato un 6º posto in finale, ottenuto nel 2007 da Dzmitryj Kaldun con Work Your Magic.
La nazione si è qualificata per la finale sei volte e ha utilizzato come metodi di selezione nazionale i programmi Eurofest, tra il 2004 e il 2009 e tra il 2012 e il 2013, e Nacional'nyj otbor, dal 2014, optando per la selezione interna nel biennio 2010-2011.
Dopo una sospensione provvisoria, il 1º luglio 2021 l'emittente bielorussa Belaruskaja Tele-Radio Campanija (BTRC) è stata ufficialmente espulsa dall'Unione europea di radiodiffusione (UER), perdendo sia i diritti di partecipazione che quelli di trasmissione dell'evento.

## Storia

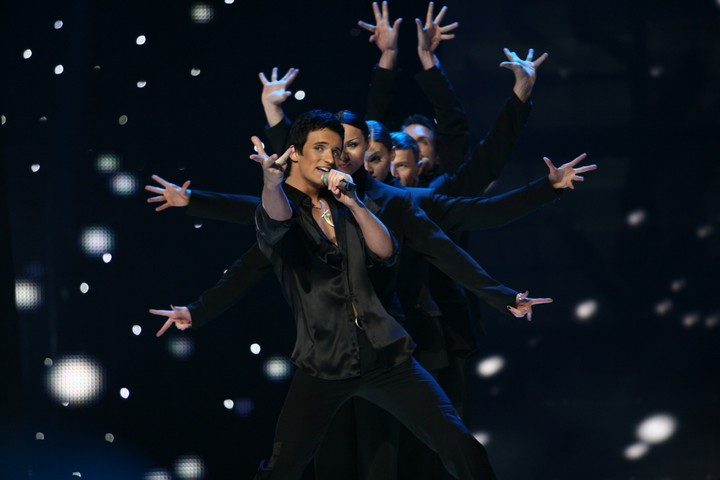
Dzmitryj Kaldun durante la performance di Work Your Magic all'Eurovision Song Contest 2007 di Helsinki, Finlandia

Sebbene l'emittente radiotelevisiva bielorussa Belaruskaja Tele-Radio Campanija (BTRC) fosse membro dell'Unione europea di radiodiffusione (UER) dal 1993, il paese debuttò all'Eurovision Song Contest nel 2004, in concomitanza con l'istituzione della serata della semifinale. L'emittente per l'occasione organizzò la prima edizione dell'Eurofest, che premiò il duo Aleksandra & Konstantin con il brano My Galileo, che tuttavia non riuscì a qualificarsi per la finale. Anche nei successivi due anni la nazione rimase in semifinale.
Nell'edizione del 2007 la Bielorussia riuscì per la prima volta a qualificarsi per la finale, classificandosi al 6º posto con il brano Work Your Magic di Dzmitryj Kaldun. Tale risultato fu possibile anche grazie al tour promozionale che il cantante portò avanti in tutta Europa. Il buon risultato di Koldun non fu tuttavia replicato nelle due edizioni successive, dove il paese rimase sempre in semifinale. Proprio dopo l'edizione 2009 il Presidente della Repubblica Aljaksandr Lukašėnka, durante una conferenza stampa nella regione di Mahilëŭ, espresse il suo disappunto criticando le divisioni presenti a suo dire all'interno del team eurovisivo di BTRC. A vincere l'edizione di quell'anno, tuttavia, fu proprio un bielorusso, ossia Alexander Rybak in rappresentanza della Norvegia.
Forse proprio a causa di tali critiche l'emittente radiotelevisiva di Stato optò per la selezione interna nei due anni successivi. Per l'Eurovision Song Contest 2010 furono scelti i 3+2 e il pianista svedese Robert Wells con il brano Butterflies, che riuscì a qualificarsi per la serata finale, pur concludendo al 24º e penultimo posto. L'anno successivo invece fu scelta Anastasija Vinnikava, dapprima con I Am Belarusian, che poi fu sostituito con I Love Belarus in seguito alla scoperta di un'infrazione delle regole nel pezzo sopracitato. Nonostante il televoto la desse come qualificata, la cantante di nuovo non superò la semifinale.
Nel 2012 tornò l'Eurofest, che fu vinto da Alena Lanskaja con il brano All My Life. Dopo la serata finale, tuttavia, furono formulate delle accuse di brogli nel televoto. Il Presidente della Repubblica Lukašėnka intervenne direttamente ordinando un'indagine sui presunti brogli, che risultò nella squalifica di Lanskaja e nella designazione dei secondi classificati, i Litesound con We Are the Heroes, come rappresentanti del paese all'Eurovision Song Contest 2012. Lo stesso Presidente firmò inoltre un decreto di "rimprovero" rivolto al Ministro della cultura Pavel Latuška e al Presidente di BTRC Gennadij Dav'id'ko, dandogli mandato di licenziare coloro che erano stati coinvolti nella "fallimentare" organizzazione dell'evento. Il gruppo tuttavia non riuscì a qualificarsi per la finale dell'evento. Lanskaja tornerà poi a vincere l'edizione del 2013 dell'Eurofest col brano Rhythm Of Love, il quale venne poi cambiato con un'altra canzone dance, Solayoh. Questa si qualificò per la finale.
Nell'anno successivo la Bielorussia riuscì di nuovo a qualificarsi per la finale, pur classificandosi di nuovo al 16º posto. Nel 2014 inoltre venne cambiato il format con l'introduzione del Nacional'nyj otbor in luogo dell'Eurofest. Anche nelle edizioni del 2015, del 2016, e del 2018 il paese sfiorò la finale senza raggiungerla. Nel 2017 e nel 2019 invece la nazione tornò in finale classificandosi rispettivamente al 17º e 24º posto. Proprio a Kiev, nel 2017, il paese portò per la prima volta la propria lingua ufficiale, il bielorusso.
Con il Nacional'nyj otbor 2020 furono scelti i VAL con Da vidna, ma il duo non poté prendere parte al festival musicale, cancellato a causa della pandemia di COVID-19. Dopo le proteste in Bielorussia seguite alle elezioni presidenziali del 2020, il Presidente della Repubblica Lukašėnka ha imposto la squalifica dalle selezioni nazionali di tutti gli artisti reputati vicini alle proteste, inclusi i VAL e i Navi, rappresentanti della nazione all'Eurovision Song Contest 2017. A tale decisione ha fatto seguito una campagna internazionale per chiedere all'UER di squalificare la Bielorussia e di rimuovere l'emittente radiotelevisiva statale BTRC dai propri membri. La televisione di Stato dal canto suo si è difesa sostenendo che il gruppo "non avesse coscienza" e che la decisione di non riconfermarli non sia stata presa per una sorta di "censura".
BTRC ha comunque selezionato internamente il gruppo Galasy ZMesta per l'edizione 2021, con il brano Ya nauču tebya (I'll Teach You). Tale brano è stato accusato di contenere chiari riferimenti politici, criticando i manifestanti bielorussi, e pertanto l'UER ha deciso di non accettarlo per la manifestazione, dando la possibilità all'emittente di selezionare un'alternativa. Ricevuta la notizia che il brano non sarebbe stato accettato per la manifestazione, il presidente Lukašėnka ha sostenuto che il paese avrebbe inviato un nuovo brano. L'emittente ha quindi inviato una nuova canzone, Pesnya pro zajcev, che tuttavia non ha soddisfatto i requisiti chiesti dall'UER, che ha confermato la squalifica definitiva del paese.
Il 28 maggio 2021, sei giorni dopo la finale dell'edizione 2021 del concorso, l'UER ha votato la sospensione dell'adesione nei confronti dell'emittente bielorussa. Alla BTRC sono state concesse due settimane per rispondere prima che la sospensione entrasse ufficialmente in vigore il successivo 11 giugno, ma non c'è stata alcuna risposta pubblica. L'emittente è stata ufficialmente espulsa dall'UER il 1º luglio, perdendo così i diritti di trasmissione e di partecipazione al concorso per i successivi tre anni. Nell'aprile 2024, pochi mesi prima della scadenza, l'UER ha dichiarato di aver esteso la sospensione dell'emittente a tempo indeterminato, in linea con la sospensione attuata per le emittenti russe (C1R, VGTRK e RDO).

## Partecipazioni
- Primo posto
- Secondo posto
- Terzo posto
- Ultimo posto

| Anno                                    | Artista                 | Canzone                         | Lingua     | Posizione           | Posizione           | Posizione           | Posizione           |
| Anno                                    | Artista                 | Canzone                         | Lingua     | Finale              | Punti               | Semi                | Punti               |
| --------------------------------------- | ----------------------- | ------------------------------- | ---------- | ------------------- | ------------------- | ------------------- | ------------------- |
| 2004                                    | Aleksandra & Konstantin | My Galileo                      | Inglese    | Non qualificata     | Non qualificata     | 19º                 | 10                  |
| 2005                                    | Anžalika Ahurbaš        | Love Me Tonight                 | Inglese    | Non qualificata     | Non qualificata     | 13º                 | 67                  |
| 2006                                    | Palina Smolava          | Mum                             | Inglese    | Non qualificata     | Non qualificata     | 22º                 | 10                  |
| 2007                                    | Dzmitryj Kaldun         | Work Your Magic                 | Inglese    | 6º                  | 145                 | 4º                  | 176                 |
| 2008                                    | Ruslan Alechna          | Hasta la vista                  | Inglese    | Non qualificata     | Non qualificata     | 17º                 | 27                  |
| 2009                                    | Pëtr Elfimaŭ            | Eyes That Never Lie             | Inglese    | Non qualificata     | Non qualificata     | 13º                 | 25                  |
| 2010                                    | 3+2 feat. Robert Wells  | Butterflies                     | Inglese    | 24º                 | 18                  | 9º                  | 59                  |
| 2011                                    | Anastasija Vinnikava    | I Love Belarus                  | Inglese    | Non qualificata     | Non qualificata     | 14º                 | 45                  |
| 2012                                    | Litesound               | We Are the Heroes               | Inglese    | Non qualificata     | Non qualificata     | 16º                 | 35                  |
| 2013                                    | Alena Lanskaja          | Solayoh                         | Inglese    | 16º                 | 48                  | 7º                  | 64                  |
| 2014                                    | Teo                     | Cheesecake                      | Inglese    | 16º                 | 43                  | 5º                  | 87                  |
| 2015                                    | Uzari & Maimuna         | Time                            | Inglese    | Non qualificata     | Non qualificata     | 12º                 | 39                  |
| 2016                                    | Ivan                    | Help You Fly                    | Inglese    | Non qualificata     | Non qualificata     | 12º                 | 84                  |
| 2017                                    | NAVI                    | Story of My Life                | Bielorusso | 17º                 | 83                  | 9º                  | 110                 |
| 2018                                    | Alekseev                | Forever                         | Inglese    | Non qualificata     | Non qualificata     | 16º                 | 65                  |
| 2019                                    | Zena                    | Like It                         | Inglese    | 24º                 | 31                  | 10º                 | 122                 |
| 2020                                    | VAL                     | Da vidna                        | Bielorusso | Edizione cancellata | Edizione cancellata | Edizione cancellata | Edizione cancellata |
| 2021                                    | Galasy ZMesta           | Ja nauču tebja (I'll Teach You) | Russo      | Squalificata        | Squalificata        | Squalificata        | Squalificata        |
| Nessuna partecipazione dal 2022 al 2026 |                         |                                 |            |                     |                     |                     |                     |

## Statistiche di voto
Fino al 2019, le statistiche di voto della Bielorussia sono:
| # | Stato       | Punti |
| - | ----------- | ----- |
| 1 | Russia      | 166   |
| 2 | Ucraina     | 126   |
| 3 | Azerbaigian | 71    |
| 4 | Norvegia    | 66    |
| 5 | Svezia      | 53    |

| # | Stato       | Punti |
| - | ----------- | ----- |
| 1 | Ucraina     | 50    |
| 2 | Russia      | 41    |
| 3 | Azerbaigian | 32    |
| 4 | Georgia     | 31    |
| 5 | Moldavia    | 26    |

| # | Stato    | Punti |
| - | -------- | ----- |
| 1 | Ucraina  | 215   |
| 2 | Russia   | 212   |
| 3 | Moldavia | 104   |
| 4 | Lituania | 101   |
| 5 | Norvegia | 99    |

| # | Stato    | Punti |
| - | -------- | ----- |
| 1 | Ucraina  | 155   |
| 2 | Russia   | 89    |
| 3 | Georgia  | 87    |
| 4 | Lituania | 83    |
| 5 | Moldavia | 77    |

## Trasmissione dell'evento
La BRTC, in quanto membro rappresentativo dell'Unione europea di radiodiffusione per la Bielorussia fino al 2021, aveva i diritti di trasmissione dell'evento:
| Anno | Commentatori                                         | Commentatori                                         | Trasmissione                                         | Trasmissione                                         | Portavoce                                            | Note                 |
| Anno | Semifinali                                           | Finale                                               | Semifinali                                           | Finale                                               | Portavoce                                            | Note                 |
| ---- | ---------------------------------------------------- | ---------------------------------------------------- | ---------------------------------------------------- | ---------------------------------------------------- | ---------------------------------------------------- | -------------------- |
| 2002 | Niente semifinali                                    | Sconosciuti                                          | Niente semifinali                                    | Belarus 1                                            | Non partecipante                                     | [ 15 ]               |
| 2003 | Niente semifinali                                    | Alesʹ Krugljakov Tatʹjana Jakuševa                   | Niente semifinali                                    | Belarus 1                                            | Non partecipante                                     | [ 16 ] [ 17 ]        |
| 2004 | Alesʹ Krugljakov Dzjanis Dudziński                   | Alesʹ Krugljakov Dzjanis Dudziński                   | Belarus 1                                            | Belarus 1                                            | Dzjanis Kur'jan                                      |                      |
| 2005 | Alesʹ Krugljakov                                     | Alesʹ Krugljakov                                     | Belarus 1                                            | Belarus 1                                            | Alena Panarova                                       | [ 18 ]               |
| 2006 | Dzjanis Dudziński                                    | Dzjanis Dudziński                                    | Belarus 1                                            | Belarus 1                                            | Corianna                                             |                      |
| 2007 | Dzjanis Kur'jan Aljaksandr Cichanovič                | Dzjanis Kur'jan Aljaksandr Cichanovič                | Belarus 1                                            | Belarus 1                                            | Juliana                                              |                      |
| 2008 | Dzjanis Kur'jan                                      | Dzjanis Kur'jan                                      | Belarus 1 Belarus TV                                 | Belarus 1 Belarus TV                                 | Vol'ha Barabanščykava                                |                      |
| 2009 | Dzjanis Kur'jan Aljaksandr Cichanovič                | Dzjanis Kur'jan Aljaksandr Cichanovič                | Belarus 1                                            | Belarus 1                                            | Kacjaryna Litvinava                                  | [ 19 ]               |
| 2010 | Dzjanis Kur'jan                                      | Dzjanis Kur'jan                                      | Belarus 1                                            | Belarus 1                                            | Aljaksej Hryšyn                                      |                      |
| 2011 | Dzjanis Kur'jan                                      | Dzjanis Kur'jan                                      | Belarus 1                                            | Belarus 1                                            | Lejla Ismailava                                      |                      |
| 2012 | Dzjanis Kur'jan                                      | Dzjanis Kur'jan                                      | Belarus 1                                            | Belarus 1                                            | Dzmitryj Kaldun                                      |                      |
| 2013 | Jaŭhen Perlin                                        | Jaŭhen Perlin                                        | Belarus-1 Belarus 24                                 | Belarus-1 Belarus 24                                 | Dar"ja Domračava                                     |                      |
| 2014 | Jaŭhen Perlin                                        | Jaŭhen Perlin                                        | Belarus-1 Belarus 24                                 | Belarus-1 Belarus 24                                 | Alena Lanskaja                                       |                      |
| 2015 | Jaŭhen Perlin                                        | Jaŭhen Perlin                                        | Belarus-1 Belarus 24                                 | Belarus-1 Belarus 24                                 | Teo                                                  |                      |
| 2016 | Jaŭhen Perlin                                        | Jaŭhen Perlin                                        | Belarus-1 Belarus 24                                 | Belarus-1 Belarus 24                                 | Uzari                                                |                      |
| 2017 | Jaŭhen Perlin                                        | Jaŭhen Perlin                                        | Belarus-1 Belarus 24                                 | Belarus-1 Belarus 24                                 | Alena Lanskaja                                       | [ 20 ]               |
| 2018 | Jaŭhen Perlin                                        | Jaŭhen Perlin                                        | Belarus-1 Belarus 24                                 | Belarus-1 Belarus 24                                 | Naviband                                             |                      |
| 2019 | Jaŭhen Perlin                                        | Jaŭhen Perlin                                        | Belarus-1 Belarus 24                                 | Belarus-1 Belarus 24                                 | Maryja Vasilevič                                     | [ 21 ]               |
| 2020 | Evento cancellato a causa della pandemia di COVID-19 | Evento cancellato a causa della pandemia di COVID-19 | Evento cancellato a causa della pandemia di COVID-19 | Evento cancellato a causa della pandemia di COVID-19 | Evento cancellato a causa della pandemia di COVID-19 | [ 22 ]               |
| 2021 | Nessuna trasmissione                                 | Nessuna trasmissione                                 | Nessuna trasmissione                                 | Nessuna trasmissione                                 | Nessuna trasmissione                                 | [ 12 ] [ 13 ] [ 23 ] |
| 2022 | Nessuna trasmissione                                 | Nessuna trasmissione                                 | Nessuna trasmissione                                 | Nessuna trasmissione                                 | Nessuna trasmissione                                 | [ 12 ] [ 13 ] [ 23 ] |
| 2023 | Nessuna trasmissione                                 | Nessuna trasmissione                                 | Nessuna trasmissione                                 | Nessuna trasmissione                                 | Nessuna trasmissione                                 | [ 12 ] [ 13 ] [ 23 ] |
| 2024 | Nessuna trasmissione                                 | Nessuna trasmissione                                 | Nessuna trasmissione                                 | Nessuna trasmissione                                 | Nessuna trasmissione                                 | [ 12 ] [ 13 ] [ 23 ] |
| 2025 | Nessuna trasmissione                                 | Nessuna trasmissione                                 | Nessuna trasmissione                                 | Nessuna trasmissione                                 | Nessuna trasmissione                                 | [ 12 ] [ 13 ] [ 23 ] |